# Groß (famiglia)
La famiglia Groß (anche Gross) fu una famiglia nobile del patriziato di Norimberga nel cui consiglio sedette dal 1319 al 1558.

## Storia
La famiglia Groß era probabilmente originaria di Norimberga. Le prime notizie relative alla famiglia risalgono al XIII secolo quando essa appare coinvolta in una serie di scambi commerciali nonché nelle miniere di rame della Boemia, intorno a Kuttenberg, e nel commercio di bestiame. Ricoprirono diversi incarichi nell'amministrazione della città di Norimberga, dalla gestione delle dogane alla presidenza della zecca locale, nonché alla corte di Heroldsberg. Konrad Groß, il più noto rappresentante della casata, era l'uomo più ricco della Norimberga del suo tempo e, tra le altre cose, fu il fondatore dell'Ospedale dello Spirito Santo. I suoi discendenti si indebitarono sempre più e dovettero vendere i loro possedimenti. Con Sebastian Groß, morto nel 1589, si estinse la casata, in semi-povertà, dopo essere stata estromessa anche dal consiglio cittadino per mancanza di fondi che le permettessero di condurre una vita all'altezza della carica ricoperta.

## Membri notabili
- Konrad Groß (c. 1280-1356), consigliere e commerciante di Norimberga, fondatore dell'Ospedale dello Spirito Santo